# Georges-Leygues-Klasse
Die Georges-Leygues-Klasse, auch als F70 bezeichnet,  war eine Klasse von sieben U-Jagdfregatten der französischen Marine.

## Allgemein
Die ersten drei Einheiten (Georges Leygues, Dupleix, Montcalm) wurden 1971 in Auftrag gegeben und von 1974 bis 1975 auf Kiel gelegt. Sie wurden 1979, 1981 und 1982 in Dienst gestellt. Vier weitere Einheiten (Jean De Vienne, Primauguet, La Motte-Picquet, Latouche-Treville) folgten zwischen 1984 und 1990. Mit einer geplanten Dienstzeit von 30 Jahren wurden die ersten drei Einheiten zwischen 2013 und 2017 außer Dienst gestellt.
Die zwei ersten Einheiten der Georges-Leygues-Klasse sind mit Seezielflugkörpern Exocet MM38 bewaffnet, während die übrigen Einheiten den reichweitenverbesserten MM40 aufweisen. Die Luftabwehr wird durch einen achtfachen Crotale-Starter sowie zwei Simbad-Zwillingsstarter für Mistral-Raketen gewährleistet. Als Rohrwaffen dienen wahlweise zwei 30 mm- bzw. zwei 20 mm-MGs zur Luftverteidigung. Als Teil eines Luftabwehr-Upgrades wurden die ersten vier Einheiten mit je zwei Sadral-Sechsfachstartern für Mistral und zwei 30-mm-Breda/Mauser-Geschützen ausgestattet.
Für ihre Primäraufgabe, die U-Jagd, verfügt die Georges-Leygues-Klasse über ein umfangreiches Sonarsystem und zwei feststehende Torpedorohre für den DTCN L5-Torpedo. Weiterhin besitzen die Einheiten (bis auf Georges Leygues) je zwei Sea Lynx Helikopter zur U-Jagd, die mit je zwei Mk-46-ASW-Torpedos bewaffnet sind.

## Einheiten
| Kennung | Name              | Bauwerft   | Kiellegung         | Stapellauf        | Indienststellung  | Außerdienststellung | Schicksal                         |
| ------- | ----------------- | ---------- | ------------------ | ----------------- | ----------------- | ------------------- | --------------------------------- |
| D640    | Georges Leygues   | DCN, Brest | 16. September 1974 | 17. Dezember 1976 | 10. Dezember 1979 | 30. Juli 2013       | Verschrottung in Bordeaux ab 2024 |
| D641    | Dupleix           | DCN, Brest | 17. Oktober 1975   | 2. Dezember 1978  | 13. Juni 1981     | 16. Juni 2015       |                                   |
| D642    | Montcalm          | DCN, Brest | 5. Dezember 1975   | 31. Mai 1980      | 28. Mai 1982      | 3. Juli 2017        |                                   |
| D643    | Jean de Vienne    | DCN, Brest | 26. Oktober 1979   | 17. November 1981 | 25. Mai 1984      | 11. Juni 2018       |                                   |
| D644    | Primauguet        | DCN, Brest | 17. November 1981  | 17. März 1984     | 5. November 1986  | 1. April 2019       |                                   |
| D645    | La Motte-Picquet  | DCN, Brest | 12. Februar 1982   | 6. Februar 1985   | 18. Februar 1988  | 13. Oktober 2020    |                                   |
| D646    | Latouche-Treville | DCN, Brest | 15. Februar 1984   | 19. März 1988     | 16. Juli 1990     | 15. Juni 2022       |                                   |